# Pseudo-viviparité
Une espèce animale est dite pseudo-vivipare  lorsque ses œufs incubent dans des cavités non génitales d’un des deux parents. Au gré des espèces, le développement embryonnaire de la descendance peut être plus ou moins avancé lors de l'expulsion hors de la cavité. Les échanges avec l’organisme parental sont assez restreints : eau, gaz, et selon les espèces, des apports nutritifs.

## Les cavités non génitales
La cavité utilisée pour l'incubation des œufs chez les pseudo-vivipares varie d'une espèce à l'autre. Voici quelques exemples ne couvrant pas la totalité de la variété de ces cavités

### L'incubation buccale
Ce type d’incubation est retrouvé chez sept familles de poissons téléostéens, et chez un amphibien. 
Exemple chez l’anoure : le mâle happe la portée fécondée de la femelle posée sur le sol humide. Il les accumule dans des sacs vocaux très vascularisés. Les larves baignent dans un liquide assurant la respiration. Après gestation, les juvéniles seront expulsés par voie buccale.

### L'incubation gastrique
La femelle de l’anoure Rheobatrachus silus ingère les œufs fécondés ou les très jeunes larves dans son estomac pour effectuer l’incubation. Les larves baignent dans un liquide gastrique qui permet la respiration. Après gestation, les juvéniles seront expulsés par voie buccale.

### L'incubation cutanée
Chez les marsupiaux, l’incubation a lieu dans une poche abdominale de la mère. Ce type de développement se retrouve chez d'autres familles comme chez les Syngnathidés, (hippocampes) où les mâles incubent les œufs dans une poche ventrale, et chez une soixantaine d’Hylidés. Selon les espèces, il peut avoir des apports nutritifs en plus des échanges aqueux et gazeux habituels.

## Avantage de la pseudo-viviparité sur l'oviparité
Comparée à l'oviparité, la pseudo-viviparité apporte une protection supplémentaire aux œufs pendant leur développement. Cette caractéristique est essentiellement physique. En effet, les échanges nutritifs qui pourraient avoir lieu dans certains cas, ne sont pas véritablement effectifs et efficaces dans l’ensemble, comparé à un développement dans les voies génitales chez les vivipares. 
Quelques avantages d'un développement pseudo-vivipare :
-Principalement le maintien constant des facteurs primordiaux au développement de l'œuf (température, humidité et pression partielle des gaz) ;
-Pas de prédation des œufs ou des larves ;
-Pas de nid donc pas d'incident (piétinement, inondation...) ;
-Possibilité de migration du parent porteur avec ces oœufs ou ces larves face à un changement brutal du milieu ;

## La pseudo-viviparité dans le règne animal
Les pseudo-vivipares se retrouvent chez les poissons téléostéens et les Syngnathidés ; chez les Amphibiens comme l'anoure et chez les Hylidés ; ou encore chez les marsupiaux qui peuvent être considérés pseudo-vivipares ou vivipares selon les critères.  
D'un point de vue phylogénétique la pseudo-viviparité est un caractère convergent se répétant de nombreuses fois durant l'évolution et de façon variée. Ce caractère ne permet pas de définir de groupe monophylétique.